# Planctomyceten
Die Planctomycetota, (früher Planctomycetes, deutsch Planctomyceten) bilden eine gut abgrenzbare Abteilung (Divisio), auch als Phylum bezeichnet, innerhalb der PVC-Gruppe in der Domäne der Bakterien. Man zählt die Klasse der Planctomycea (vorher: Planctomycetacia) mit der Ordnung der Planctomycetales und der Familie der Planctomycetaceae sowie die Klasse der Phycisphaerae dazu. Planctomyceten wurden in den 1970er Jahren entdeckt. Seither hat man sie fast überall in der Umwelt nachweisen können. Viele Arten leben aquatisch, sowohl im Salz- wie im Süßwasser. Einige kommen in hypersalinen (stark salzhaltigen) Gewässern vor, andere auch im Boden oder in Klärschlamm. Die wichtigsten Gattungen sind Planctomyces, Pirellula, Isosphaera und Gemmata.
Die Bezeichnung Planctobacteria wird manchmal im engeren Sinne alternativ zu Planctomycetes verwendet, kann aber auch im weiteren Sinne die gesamte PVC-Gruppe bezeichnen.

## Merkmale
Die Planctomyceten sind in mehrfacher Hinsicht einzigartig. Die Zellen von Planctomyces sind extrem stark kompartimentiert und besitzen oft – ähnlich wie die Eukaryoten – eine Membran, die die DNA umgibt. Die Zellen sind gestielt und zeigen einen dimorphen Lebenszyklus, der auch von Caulobacter, einer Art der Alpha-Proteobakterien, bekannt ist: Eine sessile Zelle schnürt eine Tochterzelle ab, die am entgegengesetzten Pol eine Geißel bildet. Die Schwärmerzelle ist mobil, wirft die Geißel aber nach einiger Zeit ab und bildet nun ihrerseits einen Stiel, mit dem sie sich an eine feste Oberfläche anheftet. Der Stiel von Planctomyces-Zellen ist anders aufgebaut als der von Caulobacter, beide Gattungen sind nicht verwandt.
Bis vor einigen Jahren galten Planktomyceten auch deshalb als ungewöhnlich, weil in der Zellwand kein Murein gefunden wurde. Stattdessen war nur ein proteinreicher S-Layer bekannt. Im Jahr 2015 wurde allerdings festgestellt, dass bei einigen Planctomyceten, z. B. bei der Art Gammeta obscuriglobus, auch Peptidoglycan in ihren Zellwänden vorhanden ist.
Die Bakterien leben chemoorganotroph und sind fakultativ aerob, neben gestielten existieren auch filamentöse Formen. So ist die Art Isosphaera pallida ein filamentöses, sich gleitend fortbewegendes Bakterium, das in heißen Quellen bei Temperaturen zwischen 35 und 55 °C vorkommt.

## Ökologie
Einige Planctomyceten bilden Assoziationen mit Tieren, wie z. B. Insekten. Einige nicht näher identifizierte Planctomyceten wurden mit Hilfe von 16S-rRNA-Analysen in Verdauungstrakten der Termiten Cubitermes ugandensis und Cubitermes orthognathus gefunden. Ein Planktomycet vermutlich der Gattung Pirellula wurde in dem Wasserfloh Daphnia pulex gefunden. Eine weitere Art wurde aus der Garnele Penaeus monodon isoliert. Auch in den Schwämmen Aplysina cavernicola und Aplysina aerophoba wurden Planctomyceten nachgewiesen.
In welcher Verbindung die Bakterien mit den Wirten stehen (Symbiose oder Parasitismus) und welche Funktion sie im Verdauungstrakt ausführen, ist noch unklar.
Des Weiteren konnten Planctomyceten auf der Oberfläche einer Vielzahl von Makroalgen nachgewiesen werden. Als Teil des Biofilms nutzen sie von den Algen produzierte Moleküle als Nährstoffe.
Einige Taxa der Planctomyceten wurden bisher in keinem anderen Habitat beobachtet.
Häufig stellen sie nur einen geringen Anteil des Mikrobioms, auf der Braunalge Laminaria hyperborea jedoch nehmen sie einen Anteil von bis zu 53 % ein.

## Systematik
Analysen von 16S rRNA Gensequenzen und weitere Untersuchungen haben eine enge Verwandtschaft der Planctomycetes und den Abteilungen der Verrucomicrobia und Chlamydiae gezeigt. Aufgrund dessen bilden sie zusammen das sogenannte PVC-Superphylum.

### Äußere Systematik
Mitglieder (Stand 17. März 2022):
Phylum Planctomycetota
- Klasse Phycisphaerae Fukunaga et al. 2010 (früher WPS-1[8]), mit
  - Ordnung Phycisphaerales
  - Ordnung Sedimentisphaerales
  - Ordnung Tepidisphaerales
- Klasse Planctomycea Cavalier-Smith 2002, mit Synonymen „Planctomycetia“ Ward und Planctomycetes [class] Oren et al., mit
  - Ordnung Gemmatales
  - Ordnung Isosphaerales
  - Ordnung Pirellulales
  - Ordnung Planctomycetales Schlesner & Stackebrandt 1987
- Klasse „Candidatus Brocadiia“ Lodha et al. 2021, mit Synonym: „Ca. Brocadiae“ Jenkins & Staley 2013, mit nur einer
  - Ordnung Ca. Brocadiales
- Klasse „Candidatus Uabimicrobiia“ Lodha et al. 2021, früher J132 genannt (GTDB), mit nur einer
  - Ordnung Ca. Uabimicrobiales

### Innere Systematik
Für einige der Ordnungen folgt eine Auswahl an Mitgliedern (Familien und Gattungen, Stand 17. März 2022):
Klasse Planctomycea synonym „Planctomycetia“
- Ordnung Gemmatales, mit nur einer
  - Familie Gemmataceae[9]
  - Gattung Gemmata Franzmann & Skerman 1985
- Ordnung Isosphaerales, mit nur einer
  - Familie Isosphaeraceae
    - Gattung Isosphaera Giovannoni et al. 1995
      - Spezies Isosphaera pallida
- Ordnung Pirellulales
  - Familie Lacipirellulaceae
  - Familie Pirellulaceae, mit
    - Gattung Blastopirellula Schlesner et al. 2004
    - Gattung Pirellula Schlesner & Hirsch 1987
    - Gattung Rhodopirellula Schlesner et al. 2004

  - Familie Thermoguttaceae
- Ordnung Planctomycetales Schlesner & Stackebrandt 1987, mit nur einer
  - Familie Planctomycetaceae Schlesner & Stackebrandt 1987
    - Gattung Planctomyces Gimesi 1924

- Ordnung Ca. Brocadiales
  - Familie Ca. Brocadiaceae
    - Gattung Ca. Jettenia
    - Gattung Ca. Kuenenia[10]

  - Familie Ca. Scalinduaceae
    - Gattung Ca. Scalindua

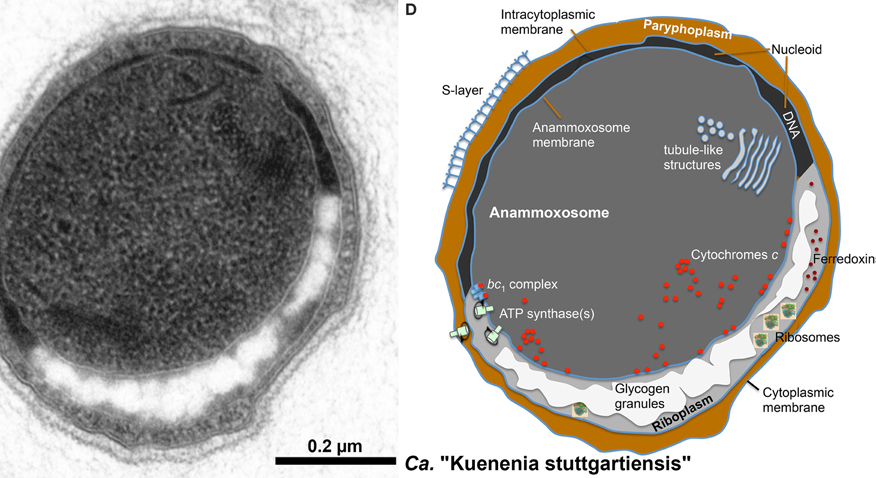
Lokalisierung von Cytochrom c, membrangebundener ATP-Synthase und anderer wichtiger Proteine und Strukturen bei Ca. Kuenenia stuttgartiensis

- Ordnung Ca. Uabimicrobiales, mit nur einer
  - Familie Ca. Uabimicrobiaceae
    - Gattung Ca. „Uabimicrobium“ corrig. Shiratori et al. 2019 alias „Ca. Uab“ Shiratori et al. 2019, früher SRT547 [genus][11], mit
      - Spezies Ca. „Uabimicronium amorphum“ corrig. Shiratori et al. 2019 alias „Ca. Uab amorphum“ Shiratori et al. 2019,
früher Planctomycetes bacterium SRT547 oder SRT547 sp009002475